# 拉尔斯·埃里克松
拉尔斯·埃里克松（瑞典語：Lars Eriksson，1965年9月21日—），瑞典男子足球运动员，场上位置是守门员。他曾代表瑞典国家队参加1990年和1994年国际足联世界杯，其中1994年世界杯获得季军。他也曾入选1988年夏季奥林匹克运动会瑞典男子足球队阵容，但并未上场参赛。